# George Morland

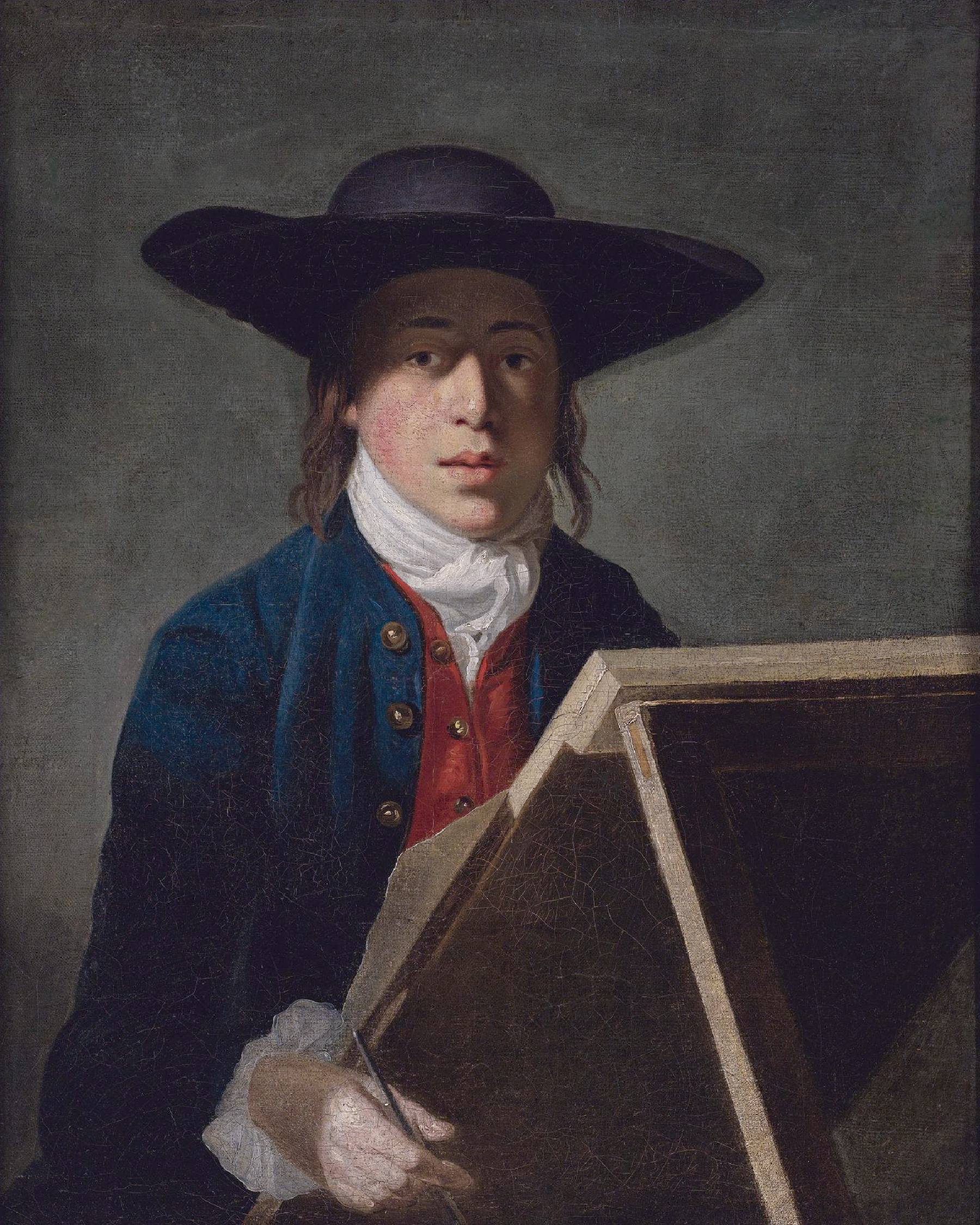
George Morland, målad av Henry Robert Morland.

George Morland, född den 26 juni 1763, död den 29 oktober 1804, var en engelsk målare, sonson till målaren George Henry Morland (död 1789) och son till Henry Robert Morland (död 1797), en högt begåvad konstnär, som kom att använda sin talang till pornografiska illustrationer. Även George Morlands mor Maria Morland utställde målningar i akademien. Hans hustru Anne Morland var syster till konstnärerna William och James Ward.
Morland var en av de allra främsta konstnärerna i England på sin tid. Med djup och äkta målarinstinkt och glänsande färgbehandling upptog han de gamla holländarnas motiv från hemmet, från landsvägen och från värdshuset – i sina senare verk behandlade han dem uteslutande måleriskt, utan att inlägga i bilderna något berättande, dramatiskt eller moraliserande innehåll. Hans oregelbundna levnadssätt gjorde, att han inte vann den ställning inom konstvärlden, som han borde ha varit självskriven till. Som hans mästerstycken nämns Barnets besök hos amman, Svarta måndagen och från hans senare skede Stallinteriör (National Gallery, ett annat stall i South Kensingtonmuseet).